# Joseph Antic
Pour les articles homonymes, voir Antic.
Joseph Anthony Antic, né le 13 mars 1931 à Secunderabad (Télangana) et mort le 12 juillet 2016 à Bombay (Maharashtra), est un joueur indien de hockey sur gazon évoluant au milieu de terrain.

## Biographie
Joseph Antic est médaillé d'argent aux Jeux olympiques d'été de 1960 et aux Jeux asiatiques de 1962 avec l'équipe d'Inde de hockey sur gazon.
Il arrête sa carrière au milieu des années 1980 au Western Railway de Bombay.
Il devient par la suite entraîneur. Il est l'un des coaches de la sélection indienne lors de la préparation de la Coupe du monde de hockey sur gazon masculin 1973. Il est aussi le sélectionneur de l'équipe d'Oman de hockey sur gazon aux Jeux asiatiques de 1982.
Il a un fils, William, et une fille, Rita. Veuf depuis 2011, il meurt dans un hôpital de Bombay le 12 juillet 2016.